# 瑪莎·亨特 (1917年)

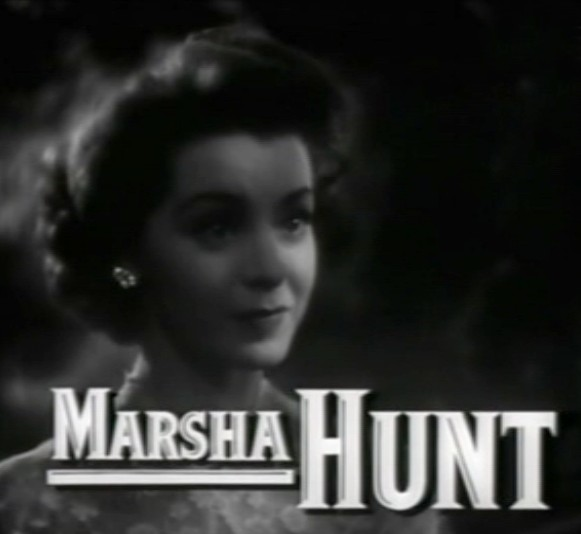
1943年《小鎮的天空》劇照

瑪莎·亨特（本名：Marcia Virginia Hunt，1917年10月17日—2022年9月7日），美國女演員、模特兒、社會活動家，其職業生涯橫跨75年，她是好莱坞的黄金时代的最年長的在世演員，也是已知目前最年長的在世演員。她曾經被懷疑親共而遭列入黑名單。

## 外部連結
- 瑪莎·亨特在互联网电影资料库（IMDb）上的資料（英文）
- Attitude Toward Aging with Marsha Hunt, WebMD Live Events Transcript （页面存档备份，存于）, medicinenet.com
- Interview October 2014 （页面存档备份，存于）, indystar.com
- Marsha Hunt documentary film （页面存档备份，存于）, hollywoodandart.com

## 伸延閱讀
- McGilligan, Patrick and Paul Buhle. . St. Martin's Press. 1997. ISBN 0-312-17046-7.